# Želva
Želva est une commune de la Municipalité du district d'Ukmergė de l'Apskritis de Vilnius en Lituanie. En 2001, la population est de 516 habitants. 

## Histoire
Le village possède une église catholique et une synagogue. Elle est la ville de naissance d'Aaron Klug, Prix Nobel de Chimie.
Le 26 et 27 juillet 1941, les juifs de la ville sont assassinés dans une exécution de masse perpétrée par un einsatzgruppen de nationalistes lituaniens. 60 personnes sont massacrées. Une stèle est construite sur le site du charnier.